# Kalaj(II) oksid
Kalaj(II) oksid (stano oksid) je jedinjenje kalaja i kiseonika u kome je kalaj u oksidacionom stanju +2. Postoje dve forme, stabilna plavo-crna forma i metastabilna crvena forma.

## Priprema i reakcije
Plavo-crni SnO se može pripremiti zagrevanjem hidrata kalaj(II) oksida. Hidrat, , je talog koji nastaje kad kalaj(II) so reaguje sa alkalnim hidroksidom kao što je NaOH. Metastabilni, crveni SnO se može pripremiti blagim zagrevanjem taloga nastalog reakcijom rastvora amonijaka i kalaj(II) soli.  se može pripremiti kao čista supstanca u laboratoriji, putem kontrolisanog zagrevanja kalaj(II) oksalata (stano oksalata) u odsustvu vazduha.
Kalaj(II) oksid sagoreva u vazduhu tamno zelenim plamenom i formira 2.
Kad se zagreva u inertnoj atmosferi inicijalno dolazi do disproporcionacije, čime se formiraju Sn metal i , koji dalje reaguje i daje  i Sn metal.
SnO je amfoteran. On se rastvara u jakim kiselinama i daje kalaj(II) soli, i u jakim bazama i daje stanite (Sn(OH)3−). On se rastvara u rastvorima jakih kiselina i proizvodeći jonske komplekse Sn(OH2)32+ i , dok u slabijim kiselim rastvorima nastaje . Anhidridni staniti, npr.  su takođe poznati. SnO je redukujući agens.